# Советский (Владимирская область)
Советский  — посёлок в Меленковском районе Владимирской области. Входит в состав Бутылицкого сельского поселения.

## Климат
Климат умеренно континентальный. Лето тёплое. Зима в меру холодная. Ярко выражены весна и осень.

## Природные ресурсы
В окрестностях посёлка произрастает широкое разнообразие видов сосудистых растений. Населённый пункт окружён смешанными лесами.

## Население
| 2002 | 2010 | 2021 |
| ---- | ---- | ---- |
| 145  | ↘71  | ↗77  |